# Passiflora killipiana
Passiflora killipiana är en passionsblomsväxtart som beskrevs av José Cuatrecasas. Passiflora killipiana ingår i släktet passionsblommor, och familjen passionsblomsväxter. Inga underarter finns listade i Catalogue of Life.